# Leonci Soler i March
Leonci Soler i March (Manresa, 6 de diciembre de 1858-24 de agosto de 1932) fue un abogado, propietario rural y político español. 

## Biografía
Estudió derecho en la Universidad de Barcelona y en la escuela superior de paleografía y diplomática, de Madrid. En 1882 fue nombrado archivero municipal de Manresa y en 1896 cronista oficial de la ciudad, lo que aprovechó para reunir una gran biblioteca histórica catalana.
Fue miembro de Unió Catalanista y militó en la Liga de Cataluña (después Lliga Regionalista). Fue elegido diputado al Congreso por Manresa de 1899 a 1910 y senador del reino del 1910 al 1923, destacando con sus intervenciones parlamentarias sobre la agricultura. También fue socio del Instituto Agrícola Catalán de San Isidro.
Participó en la fundación de numerosas entidades de la ciudad, como el Centro Excursionista de la Comarca de Bages, el Orfeón Manresano, el diario Pla del Bages, el Casal Regionalista, la Cámara Oficial Agrícola del Pla de Bages y el Gremio de Agricultores de Manresa. Fue presidente de la Federación Agrícola Catalano-Balear, y organizó el VI Congreso en Manresa. También fue presidente de la Lliga Espiritual de la Mare de Déu de Montserrat de 1930 a 1932.